# Instituto Hondureño de Cultura Interamericana
El Instituto Hondureño de Cultura Interamericana es una institución educativa de educación primaria y educación media en la república de Honduras. 
El IHCI fue fundado en 1939, el 9 de marzo de 1956 le fue conferida la personería jurídica mediante Acuerdo n.º 1864 de la Secretaría de Gobernación y Justicia de Honduras. En 1961 se creó e inaurugó la Galería de Arte Marianita Zepeda.